# サンマルコス (テキサス州)
サンマルコス（英: San Marcos）は、アメリカ合衆国テキサス州中央部、ヘイズ郡、コールドウェル郡、グアダルーペ郡に跨る都市。ヘイズ郡の郡庁所在地である。人口は6万7553人（2020年）。オースティン・ラウンドロック都市圏に属し、オースティンからサンアントニオに向かう州間高速道路35号線回廊に沿っている。
サンマルコス川の両岸に町が造られており、この地域は北半球でも最古の継続して人が住んでいる場所と見なされている。市内にはテキサス州立大学とアクアリーナ・センターがある。

## 歴史
考古学調査によってサンマルコス川ではクローヴィス文化に関わる遺物が見つかっており、1万年以上にわたって人類がこの川沿いに住んだことを示唆している。この川の水源は冷たく清澄なサンマルコス泉であり、エドワーズ帯水層から水が供給されている。この泉群は州内でも3番目に大きな泉の群れである。歴史上でも川が涸れたことはない。
1689年、スペイン人アロンソ・デ・レオンがメキシコから遠征隊を率いてきてテキサスを探検し、地域に伝道所や砦を建設した。「カミノ・レアル」（後のサンアントニオ道路）と呼ばれる道を拓いており、現在のハンター道路、ホプキンス通り、アクアリーナ・スプリングス・ドライブとなっている。このルートは後に6キロメートル南に移され、地元ではオールド・バストロップ・ハイウェイと呼ばれる郡道266号線になっている。デ・レオン隊は伝道者聖マルコの祭日、4月25日にこの川に到着したので、川にサンマルコス川と名付けた。
1755年、サンフランシスコ・ザビエル・デ・ヒヘド砦と、サンフランシスコ・ザビエル・デ・ホルカシタス、ヌエストラ・セニョーラ・デ・ラ・カンデラリア、サンイルデフォンソの伝道所が、現在のミラム郡からサンマルコス川のサンフランシスコ・ザビエル・デ・ロス・ドロレス伝道所に移された。歴史家の間では、スペインの開拓地がサンマルコス泉にあったのか、他の場所なのかについて議論が続いている。1808年1月、メキシコ人家族の小集団が川を渡ったオールド・バストロップ・ハイウェイ沿いに入植し、ビラ・デ・サンマルコス・デ・ネベと名付けた。その開拓者達は洪水やインディアンの襲撃に遭い、1812年には開拓地を放棄した。
1846年11月、サンマルコス泉の近くに最初のイギリス人が入植した。テキサス州議会は1848年3月1日にヘイズ郡を組織化し、サンマルコスを郡庁所在地に指定した。1851年、川の水源の南西約1.6キロメートルに町の中心部が区画割りされた。町は地元産出綿花の綿繰りと製粉の中心になった。町の設立者かつ初期開拓者の中で最も著名だったのが、テキサス革命の英雄かつテキサス共和国の副大統領を務めたエドワード・バールソンだった。バールソンは1849年に川の上限にダムを建設した。このダムが、現在のシーウェル公園の中にあるものなど幾つかの製粉所を動かす動力を提供した。

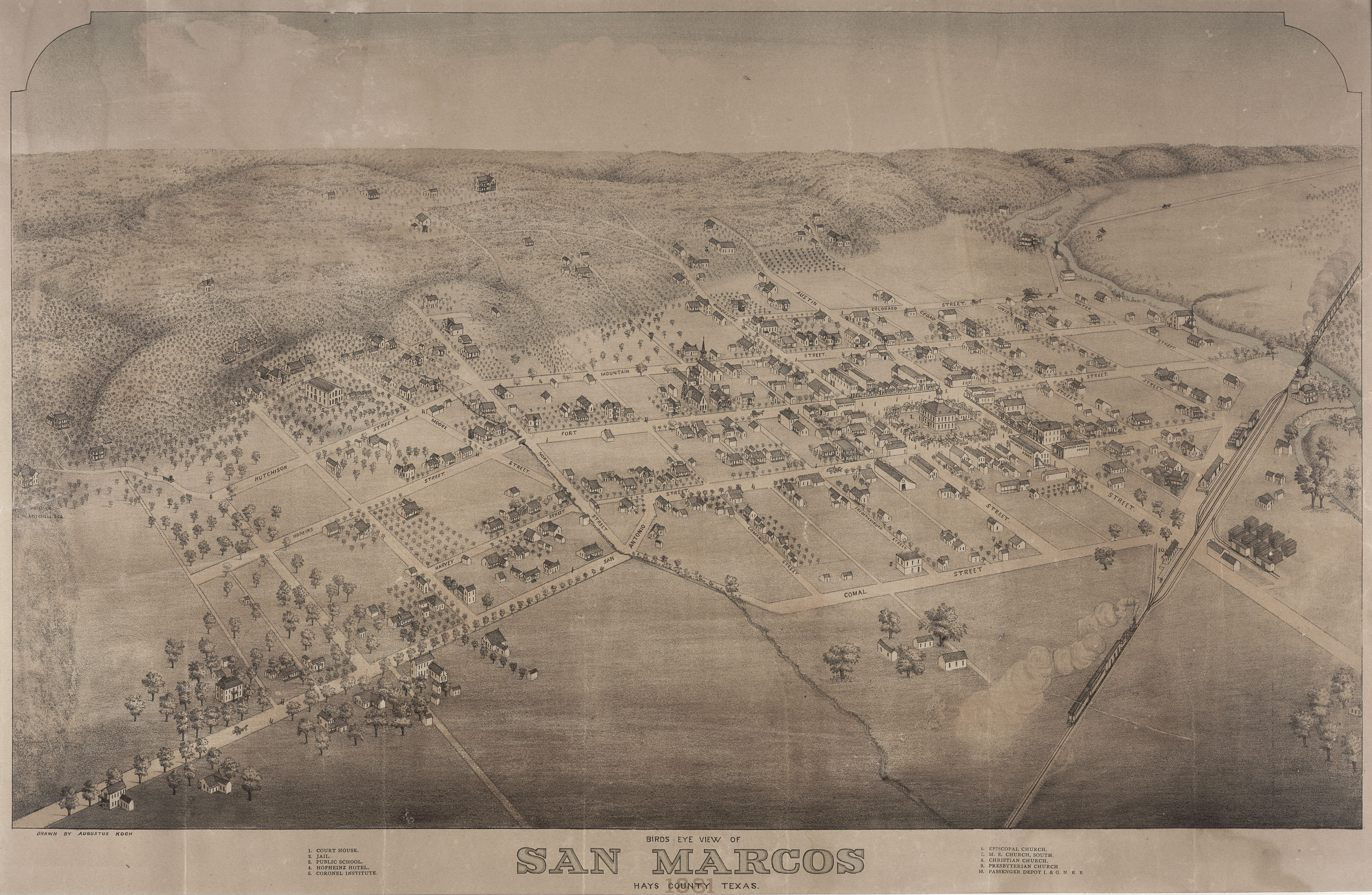
1881年のサンマルコス

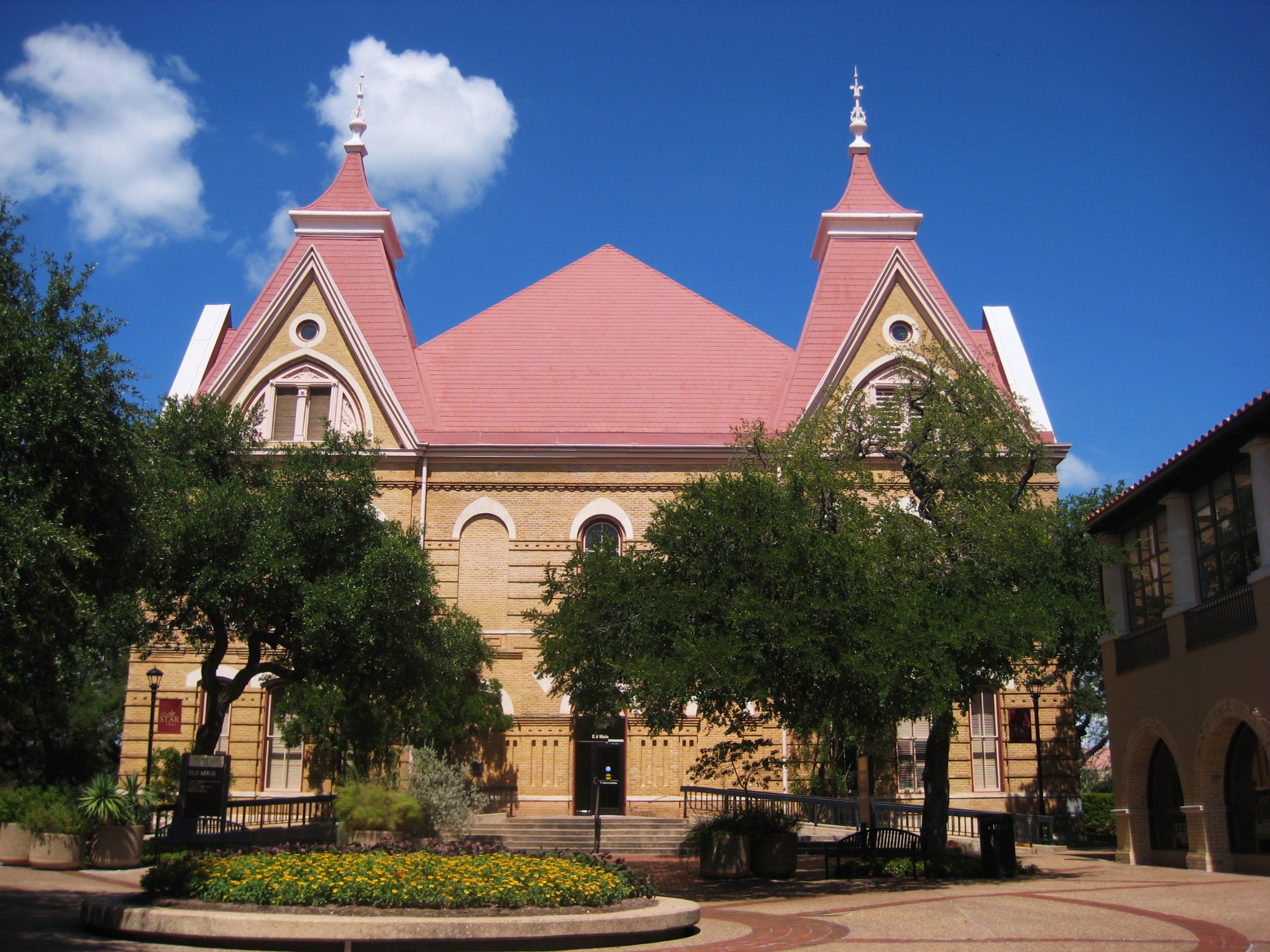
テキサス州立大学にあるオールド・メイン学術ビル、2010年撮影

1881年にインターナショナル・グレート・ノーザン鉄道が開通してからの10年間で、牛と綿花が地域の商業と交通の中心としてのサンマルコスの成長の基盤となった。
1899年、南西テキサス州立師範学校（現在のテキサス州立大学）が、州内公立学校の教師を育てるために教育学カレッジとして設立された。1907年、私立のサンマルコス・バプテスト・アカデミーが設立され、教育が町の重要な分野の1つになった。第二次世界大戦の需要によって町の経済は多様化し、軽工業など製造業の分野で成長を始めた。
1940年代後半、元ハリウッドの監督シャドラック・グラハムがその『我が故郷の町』シリーズの一環としてサンマルコスの日常生活についてドキュメンタリー映画を制作し、小さな町に商業と市民活動を奨励することになった。この映画は、スミスズ・フラワーズ、ウォルドリンズ・クリーナーズ、ラックス・ファニチャー、パレス映画館など当時の地元企業を取り上げていた。
町のすぐ東にあるゲーリー空軍基地は、1942年にサンマルコス陸軍飛行場として開設され、1947年にサンマルコス空軍基地と改名し、最後は1953年にアーサー・エドワード・ゲーリー中尉の名が冠された。ゲーリー中尉は1941年12月7日にフィリピンのクラーク空軍基地で戦死しており、第二次世界大戦で死んだ初のサンマルコス出身者となった。大戦中にこの基地では1万人以上の航法士を訓練し、その後はヘリコプターのパイロットと機械整備士を訓練する国内最大の空軍と陸軍のセンターとなった。21の飛行大隊と4,800人の軍属が駐屯した。この基地は1956年に陸軍に渡されてキャンプ・ゲーリーとなり、1963年には閉鎖された。その後、基地の一部がサンマルコス市に移管されてサンマルコス空港となり、残りは1966年にゲーリー・ジョブー・コーズ・センターとしてオープンした。
1960年代、アクアリーナ・スプリングス とワンダー・ワールド が設立され、観光業が市経済の成長分野になった。この1960年代までに南西テキサス州立大学が地域の重要な機関になり、1965年のゲーリー・ジョブー・コーズ訓練センターの開設と共に、教育が市内経済最大の分野となった。オースティン市が爆発的に成長したことで、サンマルコス市もさらに繁栄するようになった。
1973年までに、アメリカ合衆国国勢調査局によって、サンマルコス市とヘイズ郡はオースティン大都市圏統計地域に含まれるようになった。この年には市の人口25,000人となり、南西テキサス州立大学の学生数は2万人となった。
1990年までに市人口は28,743人、2000年には 34,733人、2010年には 44,894人となった。2013年5月にアメリカ合衆国国勢調査局が公表した報告書では、人口5万人以上の都市と町では国内最大の人口成長率となっていた。2011年と2012年の間でも6.9%増加した。テキサス州大学の学生数は34,225人となっている。

## 地理

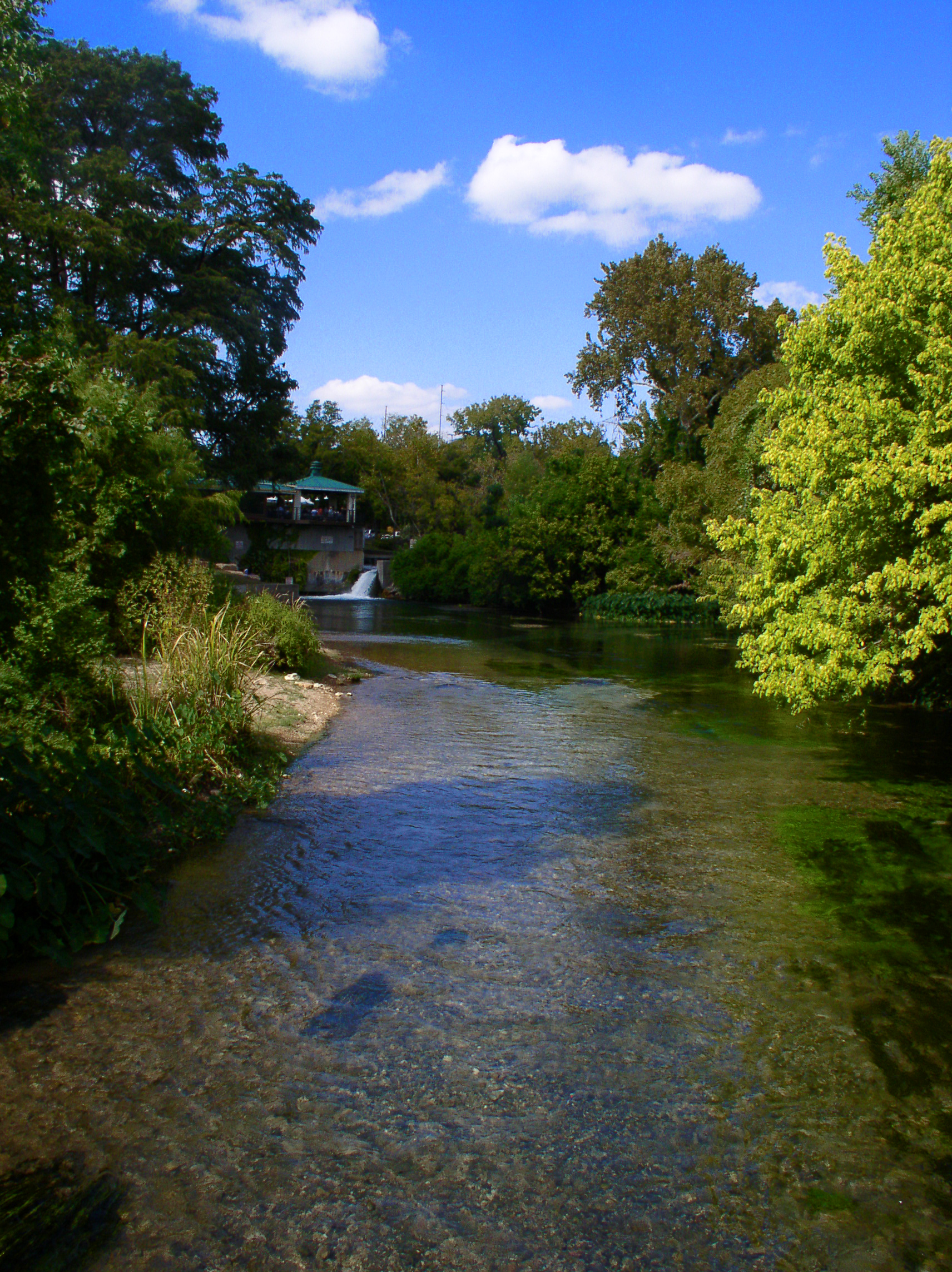
サンマルコス泉、アクアリーナ泉、およびスプリング湖の水源から下流を望む

サンマルコス市は地元で中央テキサスと呼ばれる地域に入っている。オースティン市の南西29マイル (46 km)、サンアントニオ市の北東47マイル (75 km) に位置している。州間高速道路35号線が市内の幹線道である。バルコーンズ断層の上に位置しており、テキサス・ヒル・カントリーと海岸平原の境目にあたる。断層にそってサンマルコス泉など多くの泉が湧いており、スプリング湖を形成し、サンマルコス川の水源になっている。しの東部は農業に適した黒土プレーリーである。西部は森や草原のあるうねった丘陵部であり、サボテンが自生していることが多い。
サンマルコス川とブランコ川が市内を流れ、他にもコットンウッド・クリーク、パーガトリー・クリーク、シンク・クリーク、ウィロウスプリングス・クリークなど多くのクリークがある。これら河川のそれぞれにハイキング道がある公園や自然保護地となっている。
アメリカ合衆国国勢調査局2010年統計に拠れば、市域全面積は30.22平方マイル (78.269 km2)である。

### サンマルコス川
サンマルコス川はサンマルコス泉群から発している。この泉群にはテキサス・ブラインド・サラマンダーやファウンテンダーター（ヘビウ）、サンマルコス・カダヤシ、テキサス野生米など絶滅が危惧される生物種が生息している。
川はエドワーズ帯水層から湧き出るサンマルコス泉群に発してサンマルコス湖に注いでいる。水源近くは繊細な生態系や多くの希少種がいるために入域が制限されている。上流部はテキサス州立大学とサンマルコス市を通っており、人気のあるレクリエーション地域となっている。6.4キロメートル下流でブランコ川と合流し、ルーリングの町を通り、ゴンザレスの町近くを流れ、121キロメートル下った後にグアダルーペ川に合流する。この流路はテキサス・ウォーター・サファリの第1経路になっている。

## 人口動態
以下は2000年国勢調査による人口統計データである。
| 基礎データ - 人口: 34,733 人（2010年では44,894人） - 世帯数: 12,660 世帯 - 家族数: 5,380 家族 - 人口密度: 736.4人/km2（1,907.5人/mi2） - 住居数: 13,340 軒 - 住居密度: 282.8軒/km2（732.6 軒/mi2） 人種別人口構成 - 白人: 72.55% - アフリカン・アメリカン: 5.53% - ネイティブ・アメリカン: 0.65% - アジア人: 1.23% - 太平洋諸島系: 0.11% - その他の人種: 17.03% - 混血: 2.90% - ヒスパニック・ラテン系: 36.50% 年齢別人口構成 - 18歳未満: 15.4% - 18-24歳: 41.9% - 25-44歳: 24.8% - 45-64歳: 10.7% - 65歳以上: 7.2% - 年齢の中央値: 23歳 - 性比（女性100人あたり男性の人口） - 総人口: 96.8 - 18歳以上: 95.4 | 世帯と家族（対世帯数） - 18歳未満の子供がいる: 19.2% - 結婚・同居している夫婦: 27.9% - 未婚・離婚・死別女性が世帯主: 10.1% - 非家族世帯: 57.5% - 単身世帯: 31.0% - 65歳以上の老人1人暮らし: 5.7% - 平均構成人数 - 世帯: 2.31人 - 家族: 3.08人 収入と家計 - 収入の中央値 - 世帯: 25,809米ドル - 家族: 37,113米ドル - 性別 - 男性: 25,400米ドル - 女性: 22,953米ドル - 人口1人あたり収入: 13,468米ドル - 貧困線以下 - 対人口: 28.5% - 対家族数: 13.8% - 18歳未満: 22.1% - 65歳以上: 15.1% |

## 教育
テキサス州立大学サンマルコス校やサンマルコス・バプテスト・アカデミーに加えて、市内の公共教育はサンマルコス統合教育学区が管轄している。ゲーリー・ジョブ・コーズ・センターは国内最大の職業訓練所であり、市中心の東数マイルにある。
法医人類学テキサス州センターは、国内に4つ現存する死体農場であり、世界でも法医学研究施設として最大である。
市内にはアクアリーナ・センター、水環境のための草地センター、サンマルコス国立魚類孵化水資源センター、A・E・ウッド・テキサス魚類孵化所、サンマルコス自然センター、セントロ・カルチャル・ヒスパーノ・デ・サンマルコス、および先住文化研究所がある。

## 交通
- サンマルコス駅：アムトラックのテキサス・イーグル列車が停車する
- 州都地域田園部交通システム
- サンマルコス市民空港

## 文化
2010年、雑誌「ビジネスウィーク」の「貴方の子供達を育てるための最良の場所」年間第4回調査で、サンマルコス市が挙げられた。2013年、アメリカ合衆国国勢調査局は国内で最も成長速度の高い都市にサンマルコス市を挙げた。
川は人気のあるレクリエーション地域であり、チュービング、カヌー、水泳、釣りなど住民や観光客が訪れている。テキサス・ウォーター・サファリは毎年6月第1土曜日にサンマルコスをスタートする。その自然美もあってサンマルコス市は「サンマーベラス」という渾名もある。市は「サンマルコスを美しいままに保つ」キャンペーンでその渾名について触れている。
リンドン・B・ジョンソン・ドライブとマーティン・ルーサー・キング・ジュニア・ドライブの交差点は、この両人の名前が付く通りが国内で唯一交差する場所だと考えられている。市とサンマルコス芸術委員会は、長年にわたった計画の後の2013年1月、この交差点に置かれることになる記念像の建設を始めた。アーロン・P・ハッシーの設計になるこの像は、ジョンソンとキングがオーバル・オフィスで会話している様子を描くことになる。
町の中心（地元ではザ・スクエアと呼ばれる）は1851年に区画割りされた。その中心にあるヘイズ郡庁舎は1908年に建設された。中心街がこの庁舎を囲んでおり、多くのバー、レストラン、ブティーク、音楽会場が並び、人気のある娯楽の地となっている。テキサス音楽劇場は郡庁舎の通り向かいにあり、2011年から2013年まで3年連続でローンスター音楽賞授賞式の会場になった。
サンマルコス芸能委員会とサンマルコス公園レクリエーション部は、20年間以上にわたり、6月から8月の毎週木曜夜にサマー・イン・ザ・パークを開催し、野外会場で音楽生演奏を行ってきている。テキサス州立大学は毎年ヒルカントリー・ジャズ・フェスティバルとエディ・ダラム祭を開催し、サンマルコス市の音楽シーンに貢献している。大学のラジオ局KTSWも、MRフェストと呼ぶ祭を毎年開催している。「MR」は「マイ・ラジオ」の略語であるが、「ミスター」と発音される。2012年、地元の企業家達が、ヘイズ郡フッドバンクを盛り上げるために、フッドストック（ウッドストックのもじり）と呼ぶ屋外コンサート・シリーズの主催を始めた。
多くのテレビ番組や映画が市内で撮影されている。例えば1978年の『ピラニア』、2005年の『The Ringer』、『戦火の勇気』、『The New Guy』、『パラサイト』、2006年の『26世紀青年』、1972年の『ゲッタウェイ』『The War at Home』	1997年の『ザ・タブー/暴かれた衝撃』、『Flesh and Bone』、1975年の『悪魔の追跡』、2011年の『ツリー・オブ・ライフ』、『Friday Night Lights』があった。
地方新聞としては「サンマルコス・デイリー・レコード」、「サンマルコス・マーキュリー」、「ユニバーシティ・スター」がある。

## 見どころ
- アルケク図書館
- ボブキャット野球場
- ボブキャット・スタジアム
- ファーマーズ・ユニオン・ジン・カンパニー
- 第一ユナイテッド・メソジスト教会
- フォート通り長老派教会
- フリーマン牧場
- オールドメイン
- サンマルコス・ミルトラクト
- サンマルコス・アウトレットモール
- シーウェル公園
- ストラハン・コロシアム
- リオビスタ・ダム
- ワンダー・ケイブ

## 著名な出身者
- チャールズ・オースチン、陸上競技走り高跳び選手、アトランタオリンピック金メダリスト[46]
- パワーズ・ブース、俳優[47]
- ポール・ゴールドシュミット、メジャーリーグベースボール選手[48]
- リンドン・B・ジョンソン、第36代アメリカ合衆国大統領[49]
- ジョージ・ストレイト、カントリー・ミュージック歌手[50]

## ギャラリー

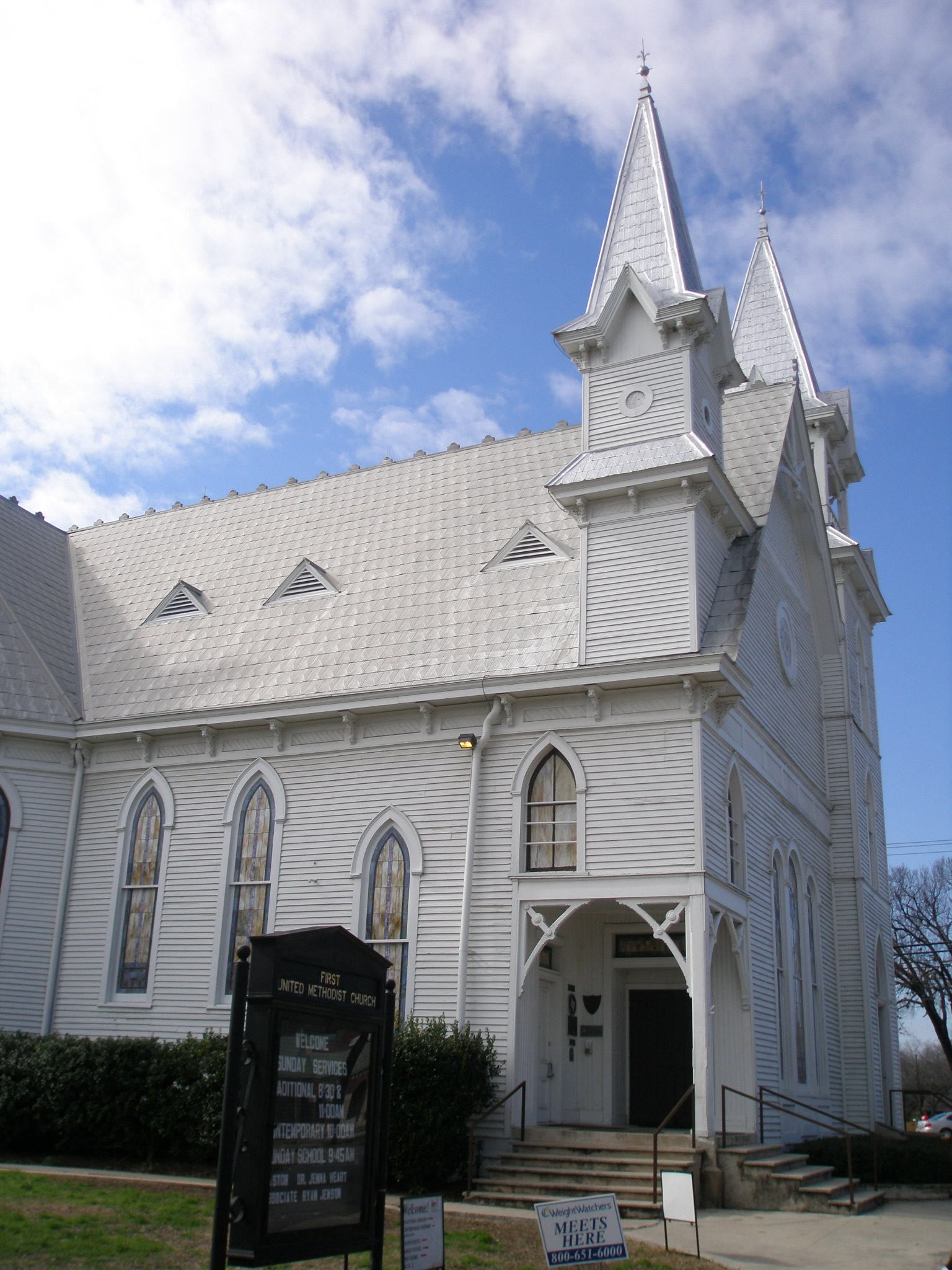
第一ユナイテッド・メソジスト教会
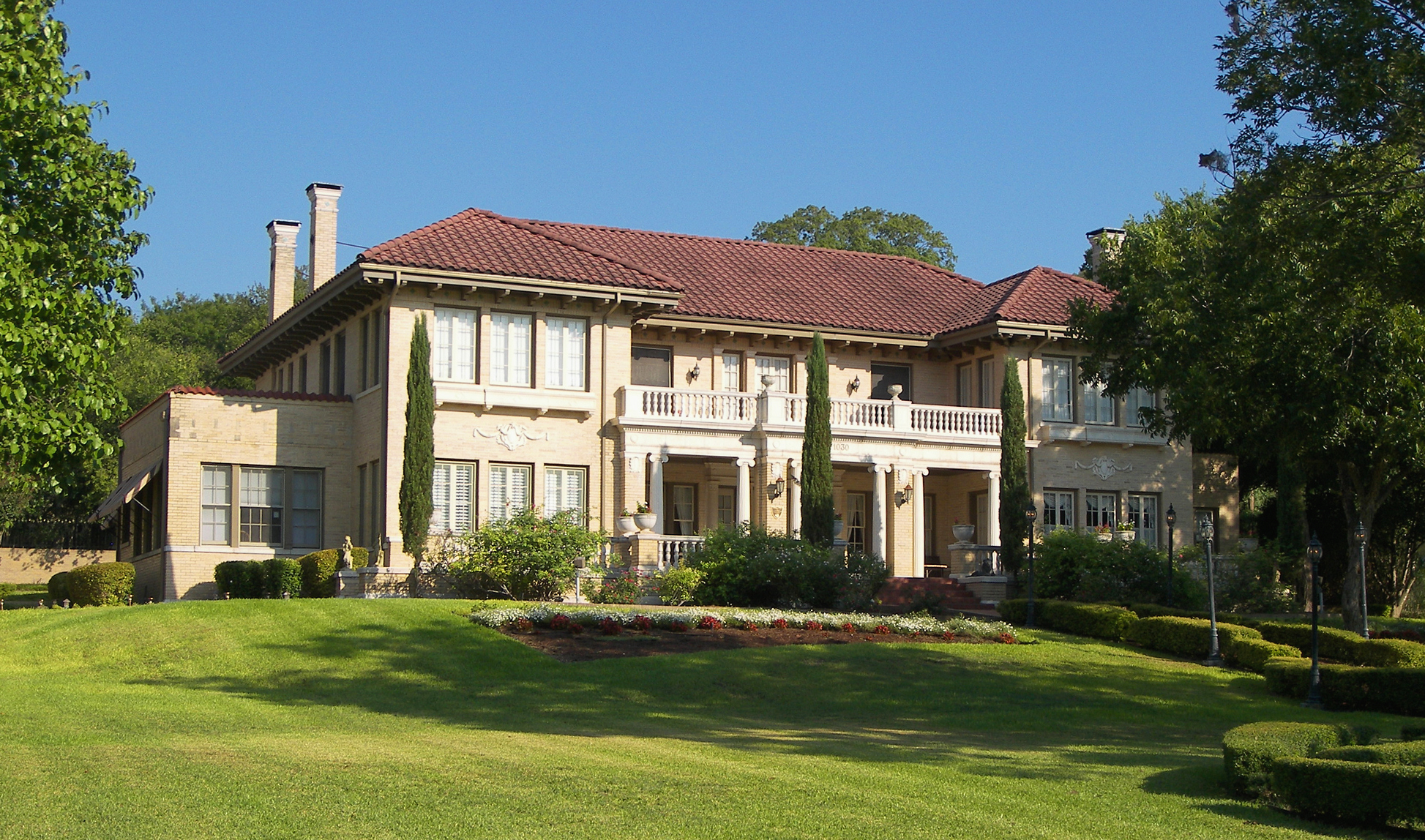
ロイド・ギデオン・ジョンソン邸、1919年に地元銀行家が建設し、1937年から1990年までサンマルコス・フリーメイソン支部、現在は修復されて個人の家になっている
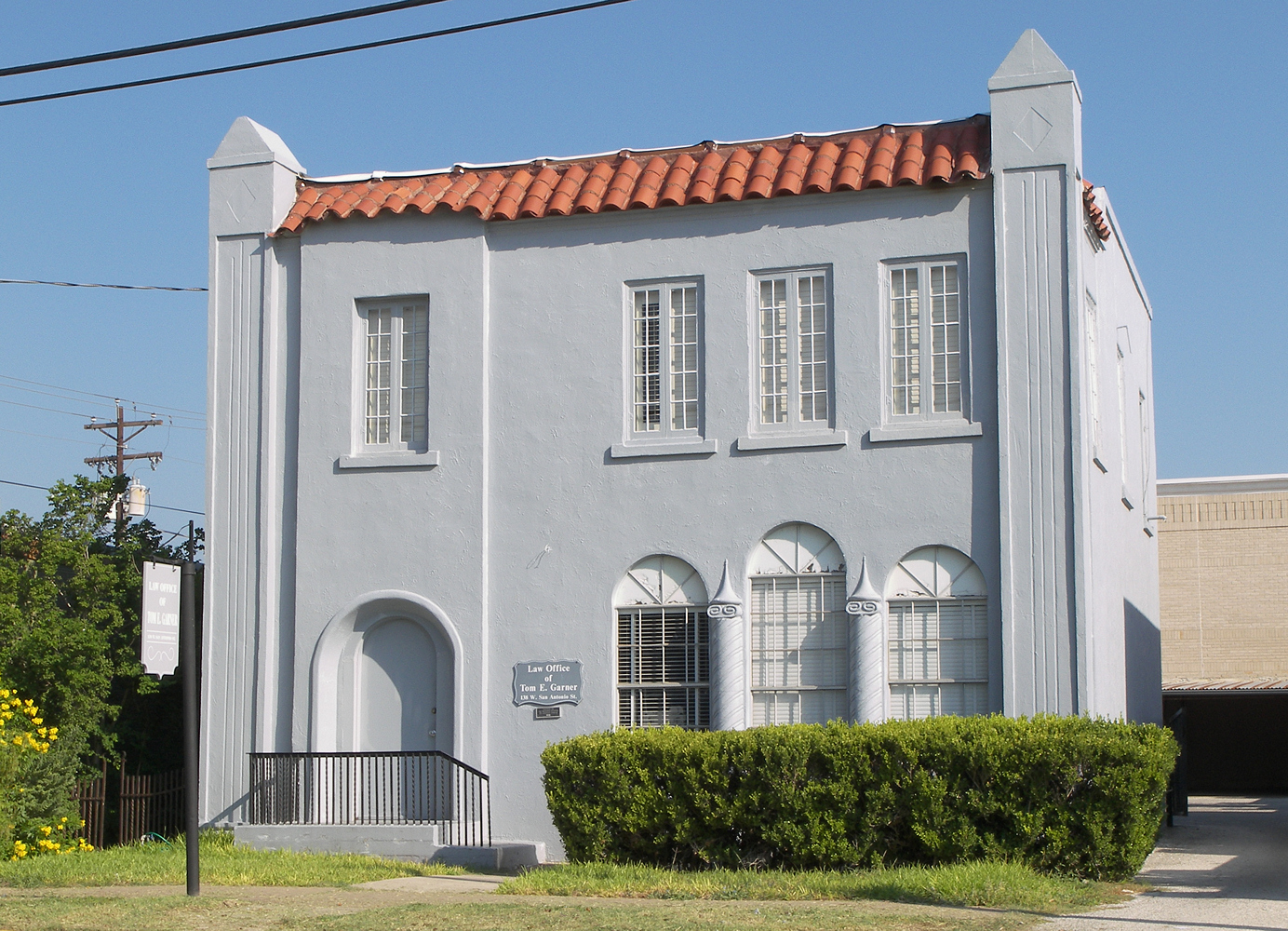
旧サンマルコス電話会社ビル
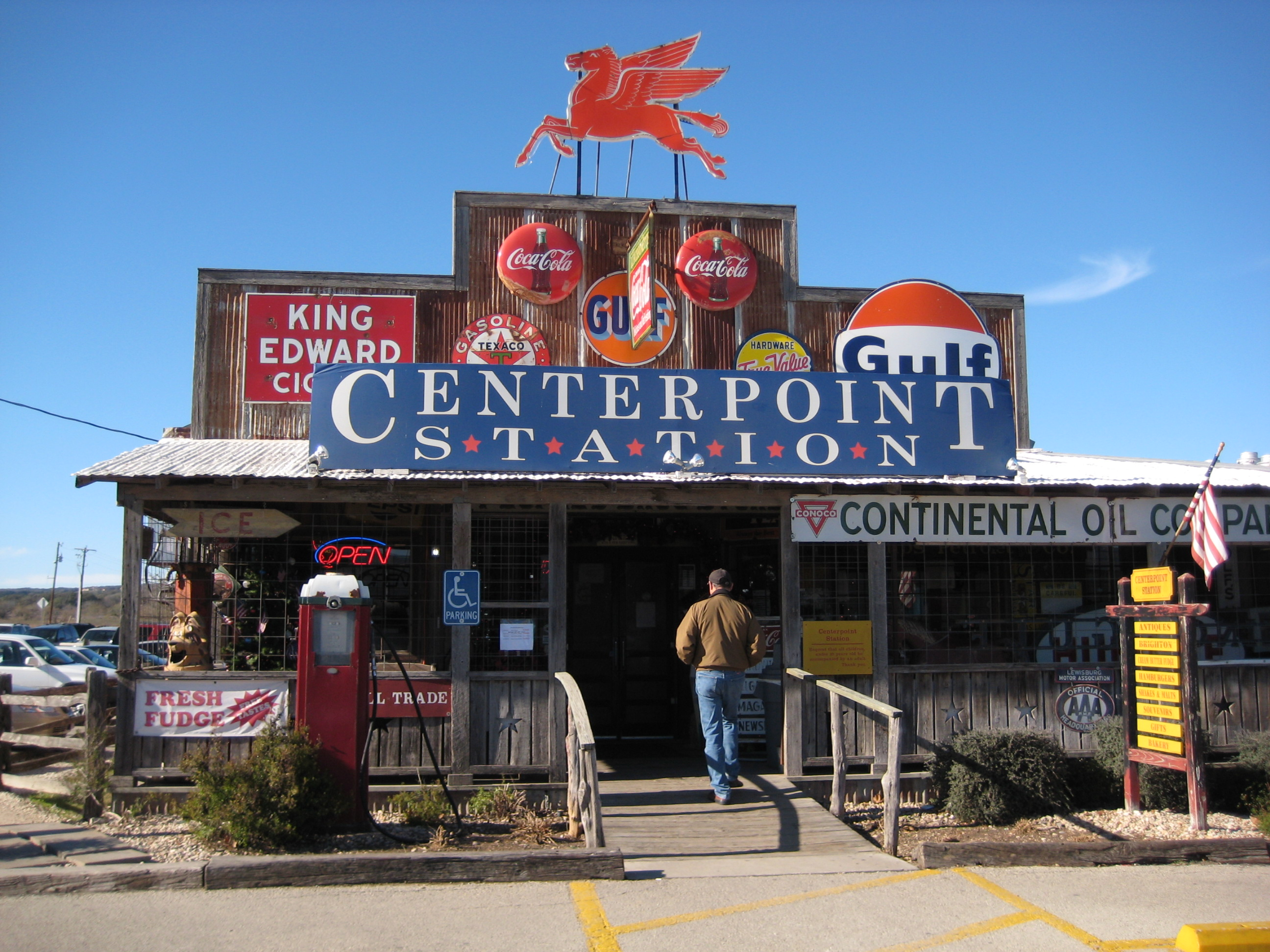
センターポイント駅
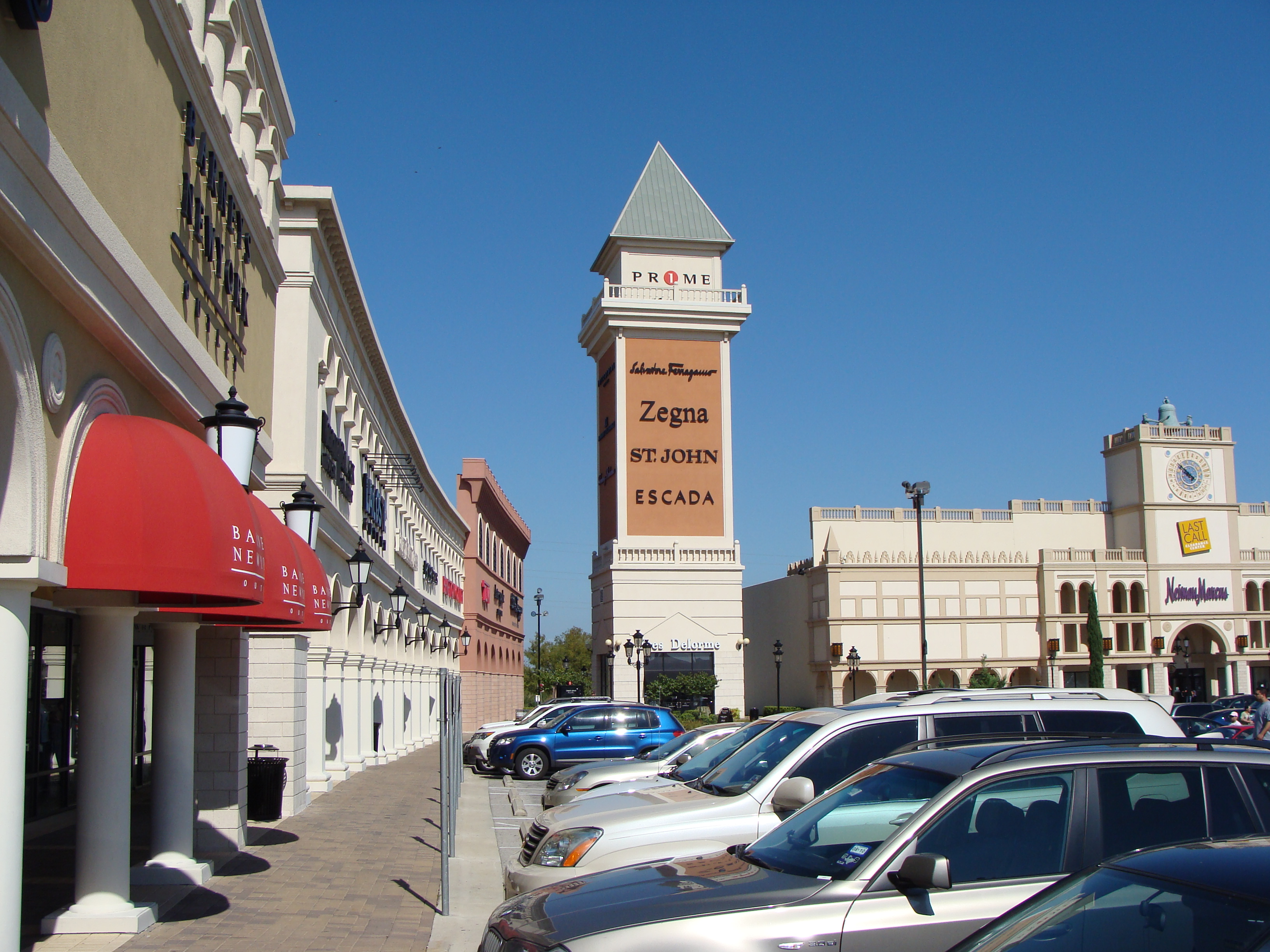
アウトレットモール
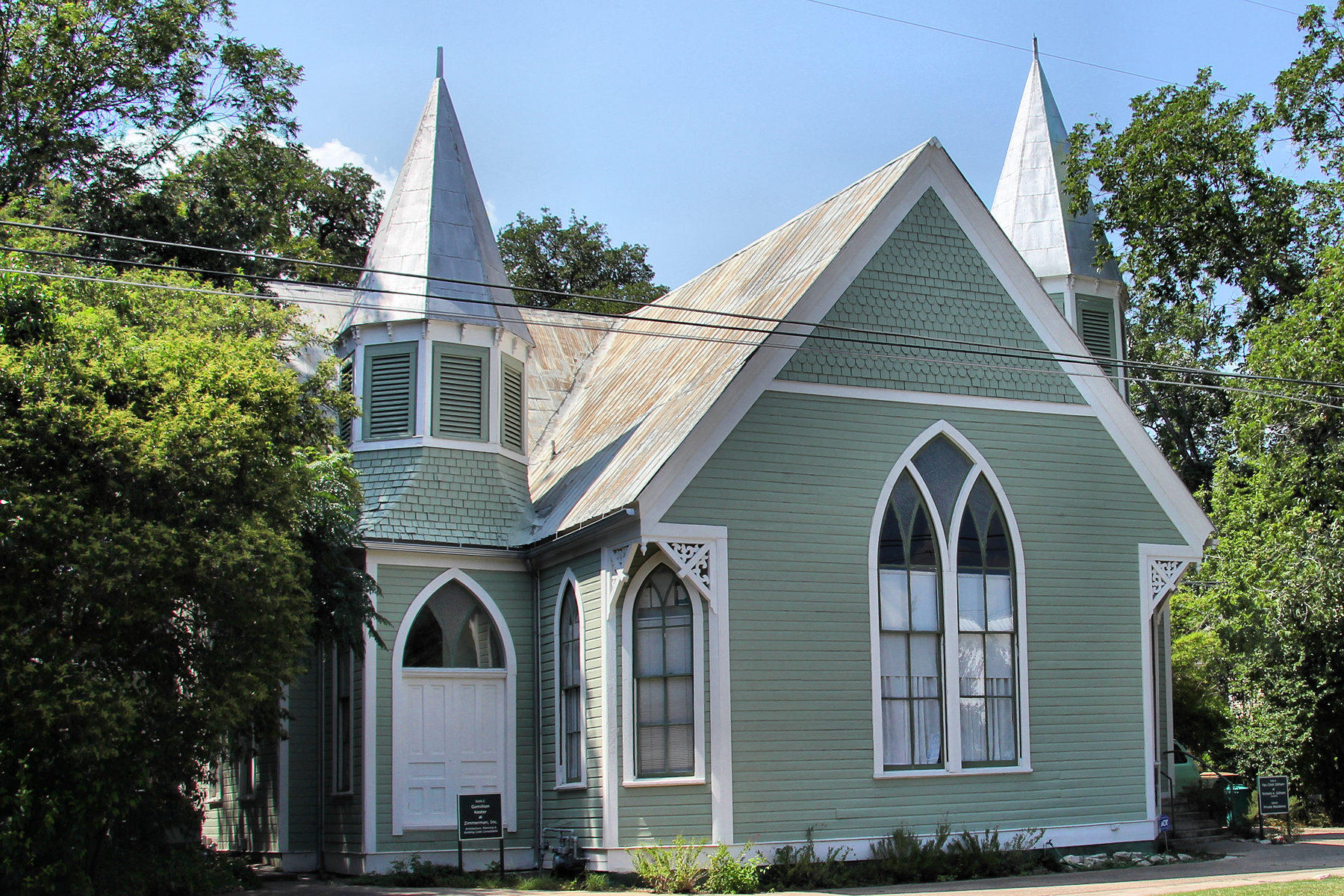
フォート通り長老派教会
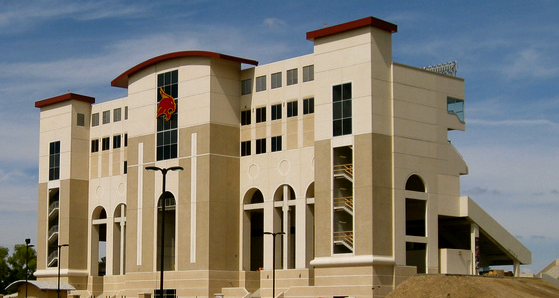
ボブキャット・スタジアム